# You Energy Volley

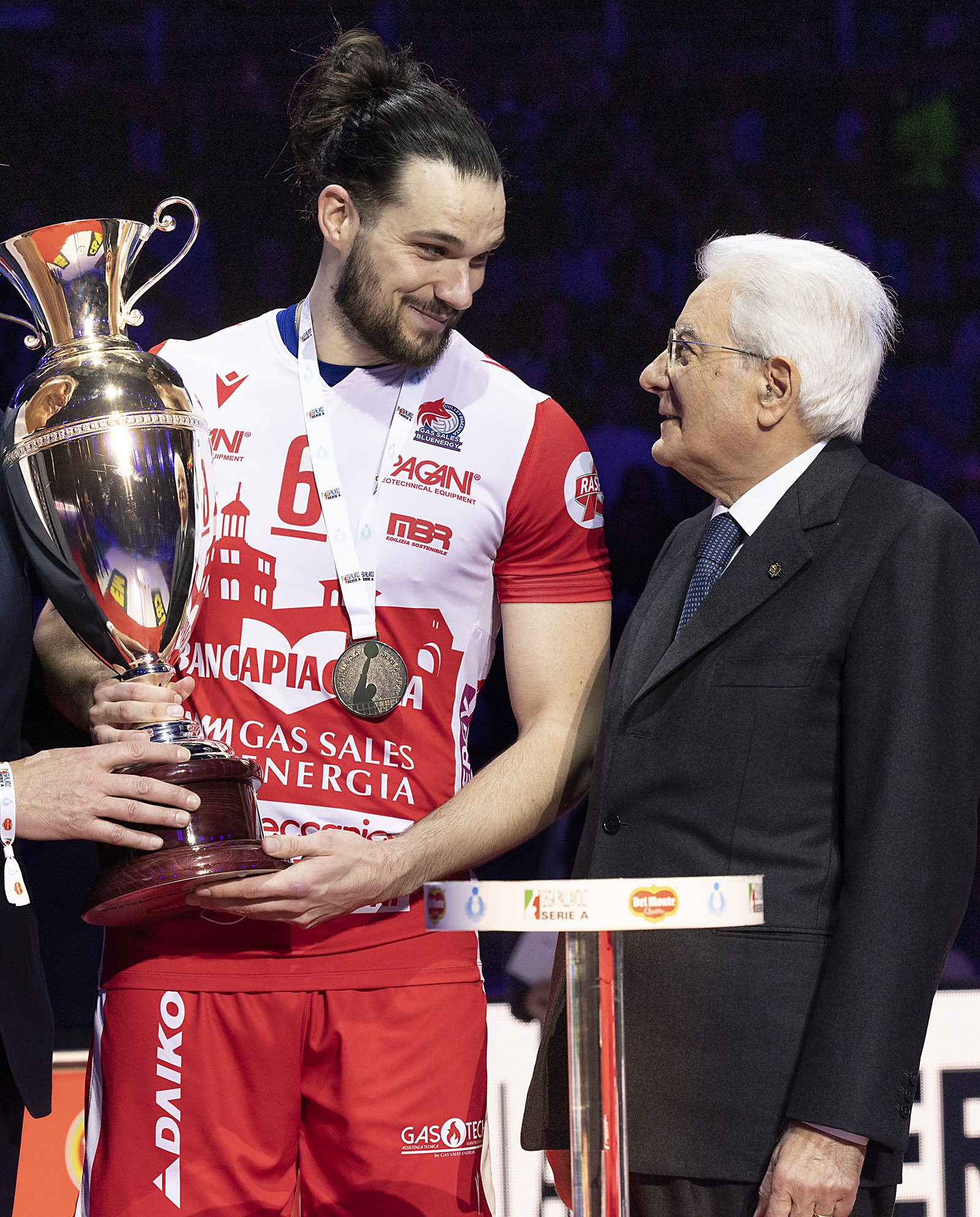
Antoine Brizard kapitan Gas Sales Bluenergy Piacenza na zdjęciu razem z prezydentem Włoch Sergio Mattarella podczas odbierania Pucharu Włoch 2023

You Energy Volley – włoski męski klub siatkarski z Piacenzy powstały w 2018 roku po rozwiązaniu klubu Pallavolo Piacenza. W sezonie 2018/2019 zdobył mistrzostwo Serie A2, uzyskując awans do Serie A1.

## Historia
Klub You Energy Volley założony został w 2018 roku po upadku poprzedniego klubu z Piacenzy - Pallavolo Piacenza. Na podstawie odkupionej od klubu Volleyball Aversa licencji, klub mógł w sezonie 2018/2019 wystawić zespół w Serie A2. W tym sezonie drużyna zdobyła mistrzostwo i Puchar Serie A2, uzyskując awans do Serie A1.

## Nazwy klubu
- 2018-2020 Gas Sales Piacenza
- 2020- Gas Sales Bluenergy Piacenza

## Trenerzy
| Sezon     | W klubie         | Trener           |
| --------- | ---------------- | ---------------- |
| 2018/2019 |                  | Massimo Botti    |
| 2019/2020 | Andrea Gardini   |                  |
| 2020/2021 | Lorenzo Bernardi |                  |
| 2021/2022 | Lorenzo Bernardi |                  |
| 2022/2023 | Lorenzo Bernardi | do 31.12.2022    |
| 2022/2023 | od 31.12.2022    | Massimo Botti    |
| 2023/2024 |                  | Andrea Anastasi  |
| 2024/2025 | do 18.02.2025    | Andrea Anastasi  |
| 2024/2025 | od 19.02.2025    | Ljubomir Travica |
| 2025/2026 |                  | Dante Boninfante |

## Bilans sezon po sezonie
- Sezon 2019/2020 we Włoszech został przerwany z powodu rozprzestrzenia się koronawirusa

| Sezon     | Rozgrywki ligowe | Rozgrywki ligowe | Puchar Włoch | Europejskie puchary | Europejskie puchary |
| Sezon     | Poziom           | Miejsce          | Puchar Włoch | Rozgrywki klubowe   | Osiągnięcie         |
| --------- | ---------------- | ---------------- | ------------ | ------------------- | ------------------- |
| 2018/2019 | Serie A2         | 1. miejsce       |              |                     |                     |
| 2019/2020 | Serie A1         | —                |              |                     |                     |
| 2020/2021 | Serie A1         | 6. miejsce       | faza grupowa |                     |                     |
| 2021/2022 | Serie A1         | 5. miejsce       | półfinał     |                     |                     |
| 2022/2023 | Serie A1         | 3. miejsce       | 1. miejsce   | Puchar CEV          | półfinał            |
| 2023/2024 | Serie A1         | 6. miejsce       | ćwierćfinał  | Liga Mistrzów       | ćwierćfinał         |
| 2024/2025 | Serie A1         | 4. miejsce       | ćwierćfinał  |                     |                     |

Poziom rozgrywek:
     pierwszy, najwyższy ogólnokrajowy
     drugi
     trzeci
     czwarty
     piąty

## Sukcesy
Puchar Włoch:
- 2023[3]

Serie A1:
- 2023[4]

## Kadra

### Sezon 2025/2026[5]
| Nr                        | Imię i nazwisko        | Data ur. | Wzrost | Pozycja      |
| ------------------------- | ---------------------- | -------- | ------ | ------------ |
| 9                         | Efe Mandıracı          | 2002     | 203    | przyjmujący  |
| 12                        | Gianluca Galassi       | 1997     | 201    | środkowy     |
| 13                        | Roberlandy Simón Aties | 1987     | 206    | środkowy     |
| 15                        | Robbert Andringa       | 1990     | 192    | przyjmujący  |
| 23                        | Alessandro Bovolenta   | 2004     | 207    | atakujący    |
| 27                        | Luca Loreti            | 2005     | 190    | libero       |
| Potwierdzone transfery    |                        |          |        |              |
|                           | Lukas Bergmann         | 2004     | 204    | przyjmujący  |
|                           | José Gutiérrez         | 2001     | 194    | przyjmujący  |
|                           | Joris Seddik           | 2006     | 212    | środkowy     |
|                           | Henri Léon             | 2003     | 202    | atakujący    |
|                           | Paolo Porro            | 2001     | 183    | rozgrywający |
|                           | Francesco Comparoni    | 2001     | 204    | środkowy     |
| Niepotwierdzone transfery |                        |          |        |              |
|                           | Dragan Travica         | 1986     | 200    | rozgrywający |
|                           | Domenico Pace          | 2000     | 180    | libero       |

### Sezon 2024/2025[12]
| Nr | Imię i nazwisko                                 | Data ur. | Wzrost | Pozycja      |
| -- | ----------------------------------------------- | -------- | ------ | ------------ |
| 1  | Nicola Salsi                                    | 1997     | 186    | rozgrywający |
| 2  | Uroš Kovačević                                  | 1993     | 197    | przyjmujący  |
| 3  | Michał Kędzierski (od 15.10.2024 do 06.12.2024) | 1994     | 194    | rozgrywający |
| 4  | Fabio Ricci                                     | 1994     | 205    | środkowy     |
| 6  | Antoine Brizard                                 | 1994     | 194    | rozgrywający |
| 7  | Stephen Maar                                    | 1994     | 201    | przyjmujący  |
| 9  | Efe Mandıracı                                   | 2002     | 203    | przyjmujący  |
| 10 | Leonardo Scanferla                              | 1998     | 184    | libero       |
| 12 | Gianluca Galassi                                | 1997     | 201    | środkowy     |
| 13 | Roberlandy Simón Aties                          | 1987     | 206    | środkowy     |
| 15 | Robbert Andringa                                | 1990     | 192    | przyjmujący  |
| 17 | Yuri Romanò                                     | 1997     | 203    | atakujący    |
| 23 | Alessandro Bovolenta                            | 2004     | 207    | atakujący    |
| 24 | Moussé Gueye                                    | 1996     | 198    | środkowy     |
| 27 | Luca Loreti                                     | 2005     | 190    | libero       |

### Sezon 2023/2024[13]
| Nr | Imię i nazwisko        | Data ur. | Wzrost | Pozycja      |
| -- | ---------------------- | -------- | ------ | ------------ |
| 2  | Nicolò Hoffer          | 2000     | 180    | libero       |
| 3  | Francesco Recine       | 1999     | 185    | przyjmujący  |
| 4  | Fabrizio Gironi        | 2000     | 200    | atakujący    |
| 5  | Roamy Alonso           | 1997     | 201    | środkowy     |
| 6  | Antoine Brizard        | 1994     | 194    | rozgrywający |
| 8  | Ricardo Lucarelli      | 1992     | 196    | przyjmujący  |
| 9  | Joandry Leal           | 1988     | 201    | przyjmujący  |
| 10 | Leonardo Scanferla     | 1998     | 184    | libero       |
| 12 | Fabio Ricci            | 1994     | 205    | środkowy     |
| 13 | Roberlandy Simón Aties | 1987     | 206    | środkowy     |
| 15 | Robbert Andringa       | 1990     | 192    | przyjmujący  |
| 17 | Yuri Romanò            | 1997     | 203    | atakujący    |
| 18 | Edoardo Caneschi       | 1997     | 205    | środkowy     |
| 19 | Bruno Dias             | 2003     | 189    | rozgrywający |

### Sezon 2022/2023
| Nr | Imię i nazwisko        | Data ur. | Wzrost | Pozycja      |
| -- | ---------------------- | -------- | ------ | ------------ |
| 1  | Luka Basic             | 1995     | 201    | przyjmujący  |
| 2  | Nicolò Hoffer          | 2000     | 180    | libero       |
| 3  | Francesco Recine       | 1999     | 185    | przyjmujący  |
| 4  | Fabrizio Gironi        | 2000     | 200    | atakujący    |
| 5  | Roamy Alonso           | 1997     | 201    | środkowy     |
| 6  | Antoine Brizard        | 1994     | 194    | rozgrywający |
| 8  | Ricardo Lucarelli      | 1992     | 196    | przyjmujący  |
| 9  | Joandry Leal           | 1988     | 201    | przyjmujący  |
| 10 | Leonardo Scanferla     | 1998     | 184    | libero       |
| 12 | Enrico Cester          | 1988     | 204    | środkowy     |
| 13 | Roberlandy Simón Aties | 1987     | 206    | środkowy     |
| 17 | Yuri Romanò            | 1997     | 203    | atakujący    |
| 18 | Edoardo Caneschi       | 1997     | 205    | środkowy     |
| 19 | Freek de Weijer        | 1995     | 190    | rozgrywający |

### Sezon 2021/2022
| Nr | Imię i nazwisko    | Data ur. | Wzrost | Pozycja      |
| -- | ------------------ | -------- | ------ | ------------ |
| 1  | Adis Lagumdzija    | 1999     | 210    | atakujący    |
| 2  | Aaron Russell      | 1993     | 205    | przyjmujący  |
| 3  | Francesco Recine   | 1999     | 185    | przyjmujący  |
| 4  | Damiano Catania    | 2001     | 180    | libero       |
| 5  | Tonček Štern       | 1995     | 198    | atakujący    |
| 6  | Antoine Brizard    | 1994     | 194    | rozgrywający |
| 7  | Alessandro Tondo   | 1991     | 202    | środkowy     |
| 8  | Oleg Antonow       | 1988     | 198    | przyjmujący  |
| 9  | Thibault Rossard   | 1993     | 193    | przyjmujący  |
| 10 | Leonardo Scanferla | 1998     | 184    | libero       |
| 12 | Enrico Cester      | 1988     | 204    | środkowy     |
| 13 | Pierre Pujol       | 1984     | 190    | rozgrywający |
| 14 | Maxwell Holt       | 1987     | 205    | środkowy     |
| 18 | Edoardo Caneschi   | 1997     | 205    | środkowy     |

### Sezon 2020/2021
| Nr | Imię i nazwisko                    | Data ur. | Wzrost | Pozycja      |
| -- | ---------------------------------- | -------- | ------ | ------------ |
| 1  | Alberto Polo                       | 1995     | 201    | środkowy     |
| 2  | Aaron Russell                      | 1993     | 205    | przyjmujący  |
| 3  | Marco Izzo                         | 1994     | 195    | rozgrywający |
| 4  | Leonardo Scanferla                 | 1998     | 184    | libero       |
| 5  | Davide Candellaro                  | 1989     | 200    | środkowy     |
| 7  | Alessandro Tondo                   | 1991     | 202    | środkowy     |
| 8  | Oleg Antonow                       | 1988     | 198    | przyjmujący  |
| 9  | Georg Grozer                       | 1984     | 201    | atakujący    |
| 10 | Iacopo Botto                       | 1987     | 191    | przyjmujący  |
| 13 | James Shaw (do 30.11.2020)         | 1994     | 203    | atakujący    |
| 14 | Raydel Hierrezuelo Aguirre         | 1987     | 196    | rozgrywający |
| 15 | Fabio Fanuli                       | 1985     | 188    | libero       |
| 17 | Trévor Clévenot                    | 1994     | 199    | przyjmujący  |
| 21 | Mohammad Musawi (od 24.10.2020)    | 1987     | 203    | środkowy     |
| 23 | Michal Finger (od 02.12.2020)      | 1993     | 201    | atakujący    |
| 25 | Michele Baranowicz (od 15.10.2020) | 1989     | 196    | rozgrywający |

### Sezon 2019/2020
| Nr | Imię i nazwisko     | Data ur. | Wzrost | Pozycja            |
| -- | ------------------- | -------- | ------ | ------------------ |
| 1  | Riccardo Copelli    | 1996     | 198    | środkowy           |
| 2  | Leonardo Scanferla  | 1998     | 184    | libero             |
| 3  | Alessandro Fei      | 1978     | 204    | środkowy/atakujący |
| 4  | Maximiliano Cavanna | 1988     | 184    | rozgrywający       |
| 6  | Igor Yudin          | 1987     | 198    | przyjmujący        |
| 7  | Dragan Stanković    | 1985     | 205    | środkowy           |
| 8  | Dick Kooy           | 1987     | 202    | przyjmujący        |
| 9  | Iacopo Botto        | 1987     | 191    | przyjmujący        |
| 10 | Matteo Paris        | 1983     | 188    | rozgrywający       |
| 12 | Alexander Berger    | 1988     | 193    | przyjmujący        |
| 14 | Alessandro Tondo    | 1991     | 202    | atakujący          |
| 15 | Fabio Fanuli        | 1985     | 188    | libero             |
| 18 | Matteo Pistolesi    | 1995     | 194    | rozgrywający       |
| 20 | Gabriele Nelli      | 1993     | 210    | atakujący          |
| 21 | Petar Krsmanović    | 1990     | 206    | środkowy           |

### Sezon 2018/2019
| Nr | Imię i nazwisko   | Data ur. | Wzrost | Pozycja            |
| -- | ----------------- | -------- | ------ | ------------------ |
| 1  | Riccardo Copelli  | 1996     | 198    | środkowy           |
| 2  | Paolo Ingrosso    | 1988     | 192    | przyjmujący        |
| 3  | Alessandro Fei    | 1978     | 204    | środkowy/atakujący |
| 4  | Giovanni Ceccato  | 1999     | 193    | rozgrywający       |
| 5  | Andrea Canella    | 1998     | 200    | środkowy           |
| 6  | Igor Yudin        | 1987     | 198    | przyjmujący        |
| 7  | Mario Mercorio    | 1983     | 191    | przyjmujący        |
| 8  | Jan Klobučar      | 1992     | 195    | przyjmujący        |
| 9  | Giuseppe De Biasi | 1992     | 187    | środkowy           |
| 10 | Matteo Paris      | 1983     | 188    | rozgrywający       |
| 12 | Mattia Cereda     | 1997     | 182    | libero             |
| 13 | Matteo Beltrami   | 1997     | 195    | przyjmujący        |
| 14 | Alessandro Tondo  | 1991     | 202    | atakujący          |
| 15 | Fabio Fanuli      | 1985     | 188    | libero             |
| 18 | Giulio Sabbi      | 1989     | 201    | atakujący          |